# 渡辺けあき
渡辺 けあき（わたなべ けあき、1992年8月28日 - ）は、日本のプロボウラー、声優、元モデル、元タレント、元女優。JPBA第45期生、ライセンスNo.488（2012年交付）。用品契約はアメリカンボウリングサービス（ABS）。アベレージは202.50。現存する日本のミス・コンテストで最も古い歴史を持つ「ミス日本」の第45回（2013年度）『ミス日本「海の日」』受賞。
福岡県生まれ、栃木県矢板市出身。81プロデュース所属。

## 経歴
宇都宮短期大学附属高等学校を経て日本女子大学卒業。かつての所属芸能事務所はスターダストプロモーションでフリー期間を経て81プロデュース所属となった。
小学3年生のとき、家族でボウリング場へ行った際、従業員からマイボールを受け取けとったことがきっかけでボウリングを始める。
中学生でDHC認定ジュニアボウラーに選ばれ、3歳の頃から続けていたバレエを辞め、ボウリングに専念しプロを目指す。
2010年、第1回ボウラープロジェクトグランプリ受賞。
日本女子大在学中の2012年5月にJPBA日本プロボウリング協会主催のプロ資格取得テスト（通称プロテスト）に合格し、プロボウリング選手になった。
2013年、ミス日本コンテスト東日本代表選出。本選では「ミス日本・海の日」に選ばれた。同年3月25日、とちぎ未来大使に委嘱された。
2016年3月26日にAnimeJapan2016内で行われた「声優ドリームオーディション」公開最終審査においてグランプリを獲得した。同年10月、テレビアニメ『ルガーコード1951』にテスタ・リールベール教授役で出演した。2017年4月1日付で81プロデュースに所属となった。
第39戦から出場の『ボウリング革命 P★League』でのキャッチフレーズは『アクトレス・ストライカー』。Pリーグ初勝利は6回目の出場のときである。
2018年2月に渡米しアメリカ人コーチに師事しフォームも改造。2019年もアメリカで練習した。
2019年7月21日の中日杯2019東海オープンボウリングトーナメントにて、プロ8年目で公式戦初優勝した。23日より品川プリンスボウリングセンターにて、インストラクターとして勤務開始。
2024年12月、自身のYouTubeチャンネルで感染性心内膜炎から脳梗塞に罹り、3ヶ月ほど入院治療をしていたことを公表した。後遺症として左半身麻痺と動眼神経麻痺が残っていてトーナメント復帰を目指しリハビリに励んでいると報告。
　その後、リハビリの結果麻痺症状からの復帰に成功し2025年初頭ごろから徐々にボウリングの練習やプレイも再開。ただし、病み上がり故の体調不安定や療養期間中の体力低下もあり
いきなりプロトーナメント復帰とはいかず　近場の小さな大会やチャレンジマッチへの参加などで徐々に調子を整え、2025年6月25日から開催の東海オープンからレギュラーツアートーナメントに正式に復帰した。

## 人物
趣味・特技は読書、TRPG、ボードゲーム・ボウリング。

## 戦績
2008年
- 第63回国民体育大会少年女子団体戦 - 準優勝

2012年
- 六甲クィーンズオープントーナメント - 12位
- JLBCクィーンズオープン - 11位

2013年
- プロボウリングレディース新人戦 - 7位
- ラウンドワンカップ - 15位

2014年
- 宮崎プロアマオープントーナメント - 20位
- プロボウリングレディース新人戦 - 6位

2015年
- 宮崎サンシャインボウリングフェスティバル - 3位
- 花キャベツ杯 - 優勝

- 福島オープン - 13位
- プロボウリングレディース新人戦 - 8位
- 東海オープン - 12位
- TTBオープン - 優勝
- 新日本製薬カップ中山律子杯 - 優勝

2019年
- 東海オープン - 優勝

2023年
- 2023山梨レディースプロボウリングトーナメント　10位

## 出演

### テレビドラマ
- 牙狼〈GARO〉（2005年 - 2006年、テレビ東京） - 三神官ケイル、第20話・紅蓮の森の望みの岐路の双子少女 役
- 水戸黄門 第37部 第2話「赤城の山はカカア天下・前橋」（2007年、TBS・C.A.L） - お民 役
- MAGISTER NEGI MAGI 魔法先生ネギま!（2007年、テレビ東京） - 超鈴音 役
- 土曜ワイド劇場「棟居刑事シリーズ4・愛犬が暴く不倫四重奏」（2009年11月21日、テレビ朝日） - 箱田真貴枝 役

### テレビアニメ
- ルガーコード1951（2016年10月、アニマックス） - テスタ・リールベール教授 役
- THE REFLECTION（2017年7月 - 10月、NHK総合） - 傷を癒やす女性、セントルイス・アレン 役
- ソラとウミのアイダ（2018年11月15日、TOKYO MX 他） - アナウンス 役

### Webアニメ
- 爆丸アーマードアライアンス（2020年 - 2021年） - 子供2、グランツA、ソフィー 役
- 爆丸エボリューションズ（2022年） - ソフィー 役
- 爆丸レジェンズ（2023年） - ソフィー 役

### ゲーム
- クイズRPG 魔法使いと黒猫のウィズ（2020年5月14日、メリラ・モエイル[14]）

### ドラマCD
- 世界最強の魔王ですが誰も討伐しにきてくれないので、勇者育成機関に潜入することにしました。ドラマCD「魔王様監督? 適性試験実施」（2020年、ロカ[15]）

### Webドラマ
- チョコレートンの冒険! 第1話（2005年、明治製菓公式サイト 手作りチョコレシピ・コーナー内） - 水澤まみ 役

### テレビ番組
- Harajukuロンチャーズ（2003年、BS朝日）
- ボウリング革命 P★League 第39戦（2012年9月、BS日テレ） - キャッチフレーズは「アクトレスストライカー」
- 情報ライブ ミヤネ屋（2013年3月、読売テレビ） - ミス日本コンテストへ向けて取り組む渡辺の舞台裏に密着したルポルタージュ

### CM
- キヤノン（2003年）ビデオカメラ バレエ編
- 佐鳴予備校（2006年） - 星野仙一監督の娘 役
- 旭化成（2006年） - ヘーベルハウス風の通る家編
- ベルヴィグループ（2015年）[16]

### オーディオブック
- 友人キャラは大変ですか? 1 - 2（2019年 - 2022年、エルミーラ＝マッカートニー[17][18]）
- 世界最強の魔王ですが誰も討伐しにきてくれないので、勇者育成機関に潜入することにしました。1〜2（2020年、ロカ[19][20]）
- クラスメイトが使い魔になりまして 2（2021年、大春日麗[21]）
- 前略、殺し屋カフェで働くことになりました。（2022年、春姫[22]）
- 負けヒロインが多すぎる!（2023年、月之木古都[23]）